# 비주얼샤워
비주얼샤워(VisualShower)는 2006년 1월에 창립된 대한민국의 소프트웨어 개발사이다. 2005년 연세대학교에서 주최한 벤처창업지원 사업에 "개인온라인멀티미디어데이터베이스시스템"으로 당선되어, 2년 반 동안 지원을 받으며 성장하였다. 모바일 디바이스 통합 개발 시스템 및 3차원 가상현실 시스템, 리얼타임 렌더링 엔진 등의 기술을 보유하고 있다. 2007년부터 게임 컨텐츠 등 리얼타임렌더링기술을 활용한 차세대 미디어 역할의 소프트웨어개발에 주력하고 있다.
2009년 "눌러라!좌뇌천재"를 출시한지 만 2년 만에 "하얀섬"이라는 타이틀을 출시하며 오랜 침묵을 깼으며, 하얀섬을 포함, 이후 연속으로 발표한 2개의 제품 "점프파라다이스", "비욘드더바운즈"까지 만 9개월 동안 총 3회 '문화체육관광부 장관상'을 수상하였다. 2011년부터는 유무선 연동의 MMORPG게임인 Project LTR과 iOS 기반의 스마트폰 콘텐츠를 개발하는데 집중하고 있다.

## 연혁
- 2004년 11월 비주얼샤워 스타트업
- 2005년 11월 연세대학교 학생 벤처 창업 지원 공모 당선
- 2006년 1월 비주얼샤워 개인사업자등록
- 2006년 5월 Handheld Application Engine RANN2.0 개발
- 2006년 12월 (주)게임빌 과 퍼블리싱 계약
- 2007년 2월 "눌러라!좌뇌천재" 국내 이동통신사 서비스 개시
- 2007년 5월 비주얼샤워 벤처기업 지정
- 2007년 12월 법인전환 주식회사 비주얼샤워
- 2008년 1월 (주)비주얼샤워 벤처기업 인증
- 2008년 7월 (주)레몬 과 퍼블리싱 계약
- 2009년 1월 EA.,LLC와 퍼블리싱 계약
- 2009년 9월 디지털콘텐츠 대상 문화체육관광부 장관상 수상 - 하얀섬
- 2009년 11월 콘텐츠진흥원 게임현지화 지원사업 선정 - 하얀섬
- 2010년 3월 서울통상진흥원 게임제작지원사업 선정 - 하얀섬2
- 2010년 7월 서울게임컨텐츠센터 2기 지원업체 선정
- 2010년 3월 서울통산진흥원 게임현지화 지원사업 선정 - 점프파라다이스
- 2010년 3월 이달의 우수게임 문화체육관광부 장관상 수상 - 점프파라다이스
- 2010년 3월 "점프파라다이스" 국내이동통신사 서비스 개시
- 2010년 4월 "비욘드더바운즈" 국내이동통신사 서비스 개시
- 2010년 4월 콘텐츠진흥원 글로벌게임허브센터 회원사 선정
- 2010년 6월 "뽀개뽀개" 국내이동통신사 서비스 개시
- 2010년 7월 비주얼샤워 스튜디오 3.0 론칭 (상암DMC 첨단산업센터 내)
- 2010년 8월 이달의 우수게임 문화체육관광부 장관상 수상 - 비욘드더바운즈
- 2010년 8월 RANN엔진기술 특허 등록 (제10-0974915호)
- 2010년 9월 "하얀섬2" 국내 이동통신사 서비스 개시
- 2010년 12월 주식회사 CJ인터넷과 퍼블리싱 계약
- 2011년 1월 주식회사 CJ인터넷과 파트너쉽 체결
- 2011년 2월 "개미 홀릭" 전 세계 AppStore 동시 런칭
- 2011년 3월 "간단 달력" 전 세계 AppStore 동시 런칭
- 2011년 4월 "진동 비트" 전 세계 AppStore 동시 런칭
- 2011년 7월 "악보 연습" 전 세계 AppStore 동시 런칭
- 2011년 7월 "간단 환율" 전 세계 AppStore 동시 런칭
- 2011년 7월 "판다독 게임파티" 한국 제외 전 세계 동시 AppStore 런칭
- 2011년 8월 VisualShower4.0 분당 모바일게임센터 스튜디오 런칭
- 2011년 8월 VisualShower5.0 필리핀 마닐라 스튜디오 런칭
- 2011년 8월 "White Island" 출시 기념 시사회
- 2011년 9월 "White Island" 국내 AppStore 런칭
- 2011년 11월 "개미 홀릭" AppStore 100만 다운로드 달성
- 2011년 11월 "White Island" Smart Content Award 2011 노미네이트